# Brouwerij Oersoep
Brouwerij Oersoep is een Nederlandse bierbrouwerij uit Nijmegen die gevestigd is in het Honigcomplex.
De brouwerij werd in 2011 als hobby gestart in een garagebox, vervolgens vanaf 2012 bedrijfsmatig op industrieterrein Westkanaaldijk uitgebouwd en bevindt zich sinds 2014 in de oude Honig soepfabriek aan de Waal. Oersoep heeft een divers assortiment met, naar eigen zeggen, gelaagde en complexe bieren. De naam van de brouwerij verwijst naar de oersoep, de locatie in een oude soepfabriek is een bijkomstigheid. Hopfather en Sergeant Pepper zijn de belangrijkste bieren van de brouwerij. De bieren van Oersoep zijn in meer dan dertig horecazaken, slijterijen en supermarkten in de regio Nijmegen verkrijgbaar.

## Bieren
- Oersoep Hopfather, IPA, 5%
- Oersoep Sergeant Pepper, saison, 7,1%
- Oersoep Load, IPA, 7,6%
- Oersoep Plan 9 From Outer Space, pils, 5%
- Oersoep Sexy Motherbocker, herfstbok, 8,4%
- Offspring, lentebier, 6,6%
- HillBilly, saison, 5%
- Oersoep En Garde!, saison, 6,5%
- Oersoep Blanco, saison, witbier, 5%